# 流星バースト通信
流星バースト通信（りゅうせいバーストつうしん、英: meteor burst communications：MBC）とは流星のため発生する電離電子による電波の反射を利用した通信法である。流星による反射は流星散乱（meteor scatter, MS）と呼ばれる電波伝播モードの一種であり、見通し外通信ができる。送信にバースト信号（短い信号）が用いられるため利用する信号の観点から流星バースト通信と呼ばれるが、伝播の観点からは流星散乱通信と呼ばれる。アマチュア無線では流星散乱通信と呼ぶことが多い。通信利用でなく流星に関連した電波の反射を流星の観測に利用すれば流星電波観測となり、反射のレーダー観測を行えば高層大気の観測方法となる。

## 概要
宇宙塵の大気圏への突入の頻度は多いため平均して10秒に1.5秒間の通信が可能である。長所としては通信システムが簡単であるため安いコストで見通し外通信ができ、傍受がしにくく秘匿性が高いので多地点からのテレメトリー収集に適している。短所としては伝送に遅れが生じること、大量のデータの伝送には向かないこと、短時間ではあるが100Wほどの比較的大きな送信出力を必要とすることがある。
使用周波数は流星に関連した反射の能率から40-50 MHzが選ばれることが多い。アマチュア無線では50 MHzバンドで行われることが多い。ヨーロッパのアマチュア無線で144 MHzを主に使用しているのは周波数規制と歴史上の理由である。
テレメトリー収集システムは沖ノ鳥島の気象観測、米国のSNOTEL気象データ収集システムなど多数の構築例がある。
デジタル信号を使う場合には反射が利用できる時間が短いため月面反射通信と同じく信号処理ソフトウェアに工夫を凝らす必要がある。
High Speed Meteor Scatter（HSMS）としてSSB音声または高速のモールス符号通信HS-（CW）が行われてヨーロッパでは144 MHzバンドのHS-CWが盛んだった時期がある。その後K1JTにより開発されたWSJTソフトウェアの普及によりデジタル信号の交信が北米で主流となった。

## 歴史
- 1929年 長岡半太郎による流星と電波通信の関連の報告[13]
- 1953年 流星散乱へアマチュア無線家の興味が高まる[14]
- 1960年代 ロケットで酸化アルミニウムと硝酸セシウムを散布して反射波により電波情報を得る実験が米国南西部で実施され1時間の反射が得られた[15][16][17]。
- 1969年アマチュア無線局JA5EMMなどにより流星散乱を利用した通信方法を提案。日本を南北に分け、毎分の1 - 30秒送信、31 - 0秒受信するものであった。
- 1971年8月26日 鹿児島宇宙センターから硝酸セシウム、アルミニウム粒、硝酸ナトリウム計8.1 kgがK-9 M-33ロケットにより高度117 kmに、またバリウムが高度240 kmに散布された。光学観測では雲が300秒間、短波（HF）の反射は13分間観測された[18]。
- 1977年8月12日 アマチュア無線局相互（ウェールズGW4CQT - ウクライナUW6MA）による432 MHzでの3,101 kmの通信[14]
- 2001年から3年間、南極観測隊により通信実験が実施された[19][20][21][22]。
- 2006年 東京都立航空工業高等専門学校による流星バースト生成粉塵散布衛星の提案[23][24]

## 参考資料
- What is 流星バースト通信？ - ウェイバックマシン（2007年8月26日アーカイブ分）
- “Generation and Properties of High Altitude Chemical Plasma Clouds” (PDF) (1964年). 2008年11月4日閲覧。
- 福田明『流星バースト通信』1997年。ISBN 4-339-00670-X。